# دوين يونغ
دوين يونغ (بالإنجليزية: Duane Young)‏ هو لاعب كرة قدم أمريكية أمريكي، ولد في 29 مايو 1968 في كالامازو في الولايات المتحدة.

## وصلات خارجية
- دوين يونغ على موقع مرجع كرة القدم المحترفة.كوم (الإنجليزية)